# Цукітей Хосей
Цукітей Хосей (яп. 月亭 方正, Цукітей Хо̄сей), раніше відомий як Ямадзакі Хосей (яп. 山崎 邦正, Ямадзакі Хо̄сей, нар. 15 лютого 1968) ― японський комік та виконувач ракуґо. Найбільш відомий як один з п'яти основних учасників складу вар'єте Downtown Gaki no Tsukai. На шоу часто виконує ролі субері-кяра (той, чиї жарти не смішні) або іджіме-кяра (той, хто часто стає об'єктом жартів інших, часто більш жорстоких). Виступає під егідою агентства Yoshimoto Kogyo.
Окрім Gaki no Tsukai, Цукітей випустив три книги, сингл під назвою «Ямадзакі Іті-бан!», а також з'являвся в кількох збірниках та DVD-релізах Yoshimoto Kogyo.

## Раннє життя
Хосей народився в Нісіномії, Хьоґо. З п’яти років займався кендо, пізніше приєднавшись до клубу кендо у старшій школі. Навчався у Південній середній школі Нісіномії. Він був популярний серед однокласників за його почуття гумору ― вони називали його kawaikkoii (яп. かわいっこいい, «милий + крутий»).

## Кар'єра

### New Star Creation (1987–1988)
Після закінчення старшої школи, у квітні 1987 року Хосей приєднався до групи "NSC" (New Star Creation) ― навчальної групи Yoshimoto Kogyo в Осаці. У 1988 році він з Норіясу Хіроміцу сформував оварай-дует GSX (ガスペケ), та виступав у театрі Шінсайбаші Ні-тьоме (яп. 心斎橋筋2丁目)  разом з багатьма іншими новобранцями та випускниками, такими як Downtown, Ітао Іцуджі, Хіґашіно Кодзі та Імада Кодзі.

### Team Zero (1989–1993)"
У 1989 році Хосей та Хіроміцу переїхали до Токіо і перейменовалися в Team Zero (яп. チーム0), виступаючи в загальнонаціональному шоу "DAY BREAK".
Приблизно в той же час Downtown також переїхали до Токіо, і Team Zero були частими або постійними гостями їхніх шоу "Downtown no Gaki no Tsukai ya Arahende!!", "Downtown Nari" та "Downtown Juice". Вони виступали і в інших шоу Yoshimoto Kogyo, таких як "Yoshimoto Village", а також знімалися у серіалі "Funky Monkey Teacher" разом із Джиммі Оніші.
Завдяки цим зусиллям вони отримали нагороду «Найкращі нові таланти» на 12-му Гран-прі коміків-початковців 15 січня 1991 року, що його проводила компанія ABC. Однак партнер Хосея Норіясу Хіроміцу вирішив продовжити кар'єру в напрямку кінорежисури, тож наприкінці вересня 1993 року Team Zero розпалися.

### Сольний дебют (1994–1997)
В 1994 році Хосей почав з'являтися на шоу "Gaki no Tsukai" і "Downtown Kazaana", а також став учасником основного складу нічного шоу "Tenshi no U・B・U・G", де головними ведучими були Кодзі Імада і Хіґашіно Кодзі. Спочатку він привертав багато уваги своєю молодою зовнішністю, однак його комедійна роль поступово змінилася в бік субері-кяра, і його імідж також зазнав змін. Популярність Хосея почала спадати, і він замислився над тим, щоб кинути комедію, доки його не розвеселив епізод «Муцугоро та Веселі Друзі», де маленький мопс голосно гавкав і безнадійно кидався на великого сенбернара. Взявши за натхнення образ слабака-аутсайдера, він почав у своїх виступах підвищувати голос на інших акторів і йти на комічно безнадійні конфронтації, переходячи в роль іджіме-кяра. Така зміна ролі почала приносити Хосею більше пропозицій роботи.
Хосей знімався в кількох direct-to-video фільмах,  включаючи головні ролі в адаптаціях манги «Хамелеон» і «Паппакапа». Крім того, він грав ролі в ситкомах, серед них напіврегулярна роль торговця рибою у «Поккапока» та регулярна роль у сіткомі Кена Шімури «Сімейство Хейсей Шімура», де, хоча йому тоді було 28-30 років, він грав роль 20-22-річного сина. У співпраці з Denpa Shōnen International він здійснив низку поїздок за кордон, щоб виконати такі небезпечні квести, як зустріч з мафією в Італії, участь у забігу з биками в Іспанії та пошук чупакабри в Мексиці.

### Дитяче телебачення (1998–2000)
Хосей став телеведучим у дитячому серіалі «Тенсай Теребі-кун», де також виступав у ряді сценічних вистав. На знімальному майданчику він був наставником актора Ейджі Венца, який офіційно став його учнем.

### Робота в розважальних програмах (2000–сьогодні)
Як сольний комік, Хосей регулярно та нерегулярно виступає в різних вар'єте-шоу. З 2000 року він був співведучим в інтернет-радіо ток-шоу «K'zStation Ore-tachi Yattemasu» (яп. K'zStationオレたちやってま〜す). Це шоу він згадував на шоу "Waratte wa Ikenai" (яп. 笑ってはいけない, варатте ва ікенай, «Сміятися — не можна») в 2006 році як одне з небагатьох його постійних джерел роботи.
Хосей щорічно з'являся на програмі "Drive A Go! Go!", основною темою якої були подорожі, в основному по онсенах Японії. Останній епізод програми вийшов у вересні 2016 року.
З 2003 по 2005 р. він часто брав участь у програмі на "Ametalk" у щотижневих випусках з Амеагарі Кессітай та Хіроюкі Міясако. 
Хосей часто виступає у сценічних виставах Йошімото Когьо, особливо в театрі "Lumine the Yoshimoto", де він почав використовувати фрази, які в його виконанні невдовзі стали відомими Ma~ (яп. マー)  та Yatta Ja~n (яп. やったじゃ～ん).  Інколи знімається у дорамі та кино, наприклад,  «Сльози Кітті» або "Mentai Piriri 2".
Після закінчення свого навчання як розповідача ракуґо Хосей переїхав до Осаки, продовжуючи працювати сольним коміком, як правило, на таких шоу в регіоні Кансай, як "Osaka Honwaka TV" та "Marco Polori", зберігаючи при цьому свою регулярну роль у "Gaki no Tsukai" в регіоні Канто. Також Хосей є частим гостем естрадних ток-шоу, таких як "Uramayo" та "Kaitetsu! Emi Channel". Разом із іншим коміком Джіннаі Томонорі та своїм наставником Цукітей Хаппо, Хосей регулярно веде програму «Золоті біографії Йошімото», беручи інтерв'ю у різних коміків агенції Йошімото Когйо про їхнє життя.

### Ракуґо (2008 – теперішній час)
У 2008 році, коли Хосею виповнилося 40 років, він почав відчувати, що втрачає інтерес до свого заняття. Вкупі з поступовою втратою популярності він відчував себе розгубленим. Порадившись з Хігашіно Коджі, Хосей почав слухати виконавця Шіджаку Кацуру II та захопився ракуґо. Він став займатися один приблизно півроку, перш ніж підійти до іншого виконавця ракуго Цукітей Хачіміцу, який познайомив його зі своїм батьком, майстром ракуго Цукітей Хаппо. Хаппо прослухав його виконання історії «Ставок Аміда» (яп. 阿弥陀池) для глядачів 11 травня 2008 року, а потім запросив його на вечірку, де Хосей попросив взяти його в учні. Хаппо згодився і протягом 5 років був наставником Хосея, по закінченні яких подав заявку для його офіційного визнання як виконавця ракуґо. Однак, оскільки здебільшого його досвід полягав у інших видах виступів, спочатку до його офіційного визнання поставилися з небажанням. Цукітей Хаппо оскаржив рішення, і йому було дозволено закінчити навчання, після чого він прийняв звання Цукітей Хосей з 2013 року. Пізніше він видав книгу під назвою «Чому я став ракуґока».
Прагнучи продовжувати кар'єру в ракуґо, Хосей зі своєю сім'єю переїхав до Осаки. Зараз він регулярно виступає в театрах, на фестивалях ракуґо та благодійних акціях в Японії. Під час свого першого великого сольного виступу як ракуґока, він отримав вітальні квіти від Нацумі Оґави (дружини Хамади Масатоші), які згодом він роздав аудиторії як подяку. Історії ракуґо традиційно вивчаються усно, тож Хосей використовує портативний медіаплеєр із приблизно 2500 виступами ракуґо для запам'ятовування.

## Вміння

### Музика
Хосей цікавиться різними аспектами музики, вміє грати на фортепіано. У 1996 році у програмі "Downtown Kazaana" на прохання з листа глядача він виконав фортепіанну п'єсу. Пізніше, в 1999 році, в одному з випусків шоу Downtown, він виконував короткі фортепіанні етюди пізно вночі, а інші учасники намагались його налякати. У 2011 році Хосей виконав етюд Шопена на мініатюрному іграшковому фортепіано.
Ще одним хобі Хосея є створення музики, що часто використовується в розділах "Yamasaki Produce", де він створює музику і тексти до різних пісень, які повинні потім виконати решта складу Gaki no Tsukai. Також Хосей створив треки для дебютного синглу AiAi у 2002 році.
Він дуже любить співати караоке і брав участь у кількох телевізійних конкурсах, зокрема посів перше місце у 15-му Змаганні коміків за звання короля караоке. Він також пародіював багатьох музичних виконавців, таких як Gackt, Exile та V6.
Крім того, Хосей відвідував уроки танців з інструктором і одного разу продемонстрував кадри, як він тренується під музику Леді Гаги.

### Пародіювання
Хосей часто пародує інших знаменитостей і брав участь у багатьох конкурсах, таких як: "Monomane Battle" («Пародіювальна Битва») і "Monomane Grand Prix", де він показував інших коміків або персонажів з різних шоу та серіалів, наприклад, Death Note. Також часто виступає як пародист в окремих частинах спеціального шоу Gaki no Tsukai.
Часто Хосей видає себе за жінок, особливо за поп-зірок періоду Сьова, або просто виступає в ролі жінок, наприклад нареченою на весіллі. У 2008 році він зайняв 6 місце у конкурсі «Хто найкрасивіший трансвестит у шоу-бізнесі». Коли Масатоші Хамада був обраний для переодягання в шоу "Waratte wa ikenai", він прокоментував, що це повинен робити Ямадзакі. 

### Англійська
Свого часу Хосей два роки вивчав англійську мову. У 1999 році Імада Коджі згадав, що він, Амеагарі Кессітай та ще один молодший комік відвідували будинок Хосея щоб практикувати свою англійську. Також Хосей іноді співає пісні англійською мовою. Однак повна ступінь його знання англійської мови невідома.

### Інше
Окрім англійської мови та фортепіано, Хосей має навички в декількох інших областях, та займався роботою з комп'ютерами та створенням ігор, перш ніж зайнятися вивченням ракуґо. Тому у випусках ”Gaki no Tsukai” він демонструє неабиякі здібності, якщо справа стосується проходження відеоігор.
У 32 роки він записався на 8-річний курс психології в Університеті Рішшьо, але втратив інтерес і кинув навчання.

## Субері-кяра
«Суберу» буквально означає «ковзати», але в жаргоні оварай «субетта» стосується жарту, який не викликав сміху чи іншої реакції. «Кяра» — скорочення від “kyarakuta”, що означає «персонаж».
Амплуа Ямадзакі у шоу (та у спільноті овараї загалом) — невдачливого аутсайдера, який дуже намагається бути смішним, але безуспішно. Його провали завжди супроводжуються глузливими зауваженнями одного з інших учасників шоу. Хоча його жарти можуть бути кумедними, інші учасники навмисно притримують свій сміх.

## Іджіме-кьяра
«Іджимеру» означає знущатися над кимось, або цькувати когось. З усіх членів Gaki no Tsukai до Ямадзакі застосовують найбільше фізичного насильства. Шоу "Yamasaki Vs. Moriman" взагалі базується виключно на протистоянні Ямадзакі та Голштейну Моріо з комедійного дуету Moriman, де менший та слабший Ямасакі має боротися зі своїм опонентом, завжди програючи тому. Зміст епізодів змінюється з кожною битвою, але часто такі поєдинки ― не лише фізична боротьба. Наприклад, учасники кидали гарячу кулінарну олію один в одного, намагались спихнути один одного у діжку із синім сиропом какігорі та бити один одного густими коріннями лопуха.
Щороку, починаючи з 2007, під час новорічного шоу "Waratte wa ikenai", Ямадзакі отримує ляпаса від «роздратованого» колишнього професійного реслера Масахіро Чоно.

## Особисте життя

### Сім'я
Весілля Хосея транслювали в ефірі Gaki no Tsukai у 2001 р. Пізніше його дружина Айя Ямадзакі брала участь в іному випуску. У пари є дві дочки на ім’я Рара та Момо. 8 вересня 2012 року в них народився син Тенма. Хосей відзначив, що він народився в один день з Хітоші Мацумото. 

### Хобі
Хосей любить маджонг і запропонував Хітоші Мацумото пограти з ним в спеціальному випуску до свого 20-го ювілею. Любить читати та дуже полюбляє творчість Кейго Хігашіно. 
Іноді брав участь у матчах з настільного тенісу з молодшими коміками у місцевому громадському центрі. Хосей також катається на водних лижах та полюбляє дивитися американські серіали, наприклад, «Відчайдушні домогосподарки».
Хосей у своїх поїздках по Японії для виконання ракуґо, також веде книгу відвідувань японських храмів (яп. 御朱印帳, Go-shūin-chō) на згадку про свої візити.

## Список робіт

### Регулярні телепрограми
- Downtown no Gaki no Tsukai ya Arahende!! (NTV з 1989)
- Funky Monkey Teacher (яп. ファンキーモンキー寛平先生がゆく!) (ABC 1992–1994)
- Downtown Nari (яп. ダウンタウン也) (TBS 1993)
- Downtown Juice (яп. ダウンタウン汁) (TBS 1993–1994)
- Tenshi no U・B・U・G (яп. 天使のU・B・U・G) (Fuji TV 1994–1995)
- Pokkapoka (яп. ぽっかぽか) (TBS 1994–1997)
- Downtown Kazaana (яп. かざあなダウンタウン) (ABC 1995–1996)
- Heisei Shimura Family (яп. 平成志村ファミリー) (Fuji TV 1996–1997)
- Tensai Terebi-kun (яп. 天才てれびくん) (NHK 1998–2000)
- Drive A Go! Go! (яп. ドライブ A GO!GO!) (TV Tokyo з 2002)
- Marco Polori! (яп. マルコポロリ!) (KTV з 2006)
- Yamazaki Hōsei's 20th Anniversary Celebration (яп. 祝山崎邦正20周年 ホンマは正月よりもめでたいでぇ！) (KTV 2008)
- Warau Yōsei (яп. 笑う妖精) (TV Asahi 2009–2010)
- Yoshimoto Golden Biographies (яп. よしもと黄金列伝!) (YTV з 2012)
- Osaka Lunch Time Chat Nanishiyo!? (яп. 大阪発しゃべるランチタイム なにしよ!?) (TVO 2013–2014)
- Ameagari Yorozu Dō (яп. 雨上がりよろず堂) (YTV 2014)
- Osaka Honwaka TV (яп. 大阪ほんわかテレビ) (YTV з 2015)
- Kansai Information Net-ten! (яп. かんさい情報ネットten!) (YTV)

### Інші виступи на ТБ
- DAY BREAK (CBC 1989)
- Yoshimoto Village (яп. ビレッジ吉本) (TBS 1990)
- 12th Rookie Comedian Grand Prix (яп. 第12回 ABCお笑い新人グランプリ) (ABC 15 січня 1991)
- Denpa Shōnen International  (яп. 電波少年INTERNATIONAL) (NTV 1994–1998)
- Ametalk! (яп. アメトーーク!) (TV Asahi з 2003)
- Messe (яп. メッセ弾) (TVO 2006–2009)
- Yarisugi Koji (яп. やりすぎコージー) (TV Tokyo 2008–2010)
- VS. Arashi (яп. VS嵐) (Fuji TV 2010–2012 Епізоди 97, 144 та 182)
- Hitoshi Matsumoto no Marumaruna Hanashi (яп. 人志松本の○○な話) (Fuji TV)
- Hitoshi Matsumoto no Suberanai Hanashi (яп. 人志松本のすべらない話) (Fuji TV)
- Entertainer Rating Check (яп. 芸能人格付けチェック) (TV Asahi)
- Hamachanga! (яп. 浜ちゃんが!) (YTV)
- Downtown DX (яп. ダウンタウンDX) (YTV)
- Maki Mizuno Magic Restaurant R (яп. 水野真紀の魔法のレストランR) (MBS)
- Birdman Contest (яп. 鳥人間コンテスト) (YTV Коментатор)
- Tokumori! Yoshimoto (яп. 特盛！よしもと) (YTV)
- Kugizuke (яп. 上沼・高田のクギズケ！) (YTV)
- Uramayo (яп. ウラマヨ) (KTV)
- Kaitetsu! Emi Channel (яп. 快傑えみちゃんねる) (KTV)

### Фільми та OVA
- Pappakapā (яп. パッパカパー) (1994)
- Chameleon (1996)
- Tears of Kitty (2007)
- TWILIGHT FILE X (2012)
- NMB48's Kotani Riho vs Tsukitei Hōsei Hetare Taiketsu (19 червнся 2013, CD-бонус до Bokura no Eureka)
- Mentai Piriri 2 (яп. めんたいぴりり2) (TNC 2015 Частина 1)

### Радіо
- K'zStation Ore-tachi Yattemasu (яп. K'zStationオレたちやってま〜す) (MBS інтернет-радіо, з 2000)
- Broadcasting Room of Hitoshi Matsumoto (яп. 松本人志の放送室) (Нерегулярний гість)

### Театр
- Lumine the Yoshimoto (яп. ルミネtheよしもと) (різні)
- Yoshimoto New Comedy Troupe (яп. よしもと新喜劇) (різні)
- Shinjuku Midnight Baby (яп. 新宿ミッドナイトベイビー) (2009)

### Музика
- Yamazaki Ichiban! (яп. ヤマザキ一番！) (27 May 1998, JAN: 4935228981052)
- AiAi - God of Youth (яп. AiAi 青神(青春の神様)) (композитор, 6 березня 2002, JAN: 4988008643633)

### Книги
- Usagi Nakamura & Yamazaki Hōsei Consultation (яп. うさぎ・邦正の相談所) (вересень 2005, ISBN 4479391223)
- Miracle (яп. 奇跡) (квітень 2008, ISBN 4860102576)
- Why I Became a Rakugo (яп. 僕が落語家になった理由) (25 січня 2013, ISBN 4757221592)

### Дубляж
- Нащадок Чакі, Чакі[54]